# Aloe brandhamii
Aloe brandhamii é uma espécie de liliopsida do gênero Aloe, pertencente à família Asphodelaceae.